# 最初の戦い
最初の戦い（さいしょのたたかい、英語：The First Battle）はJ・R・R・トールキンのファンタジー小説『シルマリルの物語』における戦争である。モルゴスとベレリアンドのエルフおよびドワーフとの間で起きた戦いであり、ベレリアンド戦争(Wars of Beleriand)の最初の合戦。

## 背景
メルコールがヴァリノールに囚われている頃、ベレリアンドは平和の中にあった。ドワーフ族は青の山脈を越えてベレリアンドに入り、ノグロドとベレグオストの都市を築いた。彼らはシンダールと接触し、両種族の間に友情が芽生えた。メリアンはマイアールとしての先見の明から、アルダの平和は永遠には続かないだろうとシンゴルに忠告した。そこでシンゴルは、中つ国に再び悪が目覚めた場合に備えて、自身と民のために強固な住居を建設することにし、ドワーフたちと共にメネグロス（千洞宮）を建てた。
その後、ドワーフたちはシンゴルのもとを訪れ、邪悪な生き物がベレリアンドを広く徘徊し、主君の帰還を待っていることを告げた。シンゴルは民に武装を命じ、ドワーフたちはエルフのために武器と鎧を鍛えた。彼らは共に邪悪な生き物を追い払い、しばらくの間平和が訪れた。
エリアドールの青の山脈の東には、アンドゥイン周辺をさまようナンドール・エルフが住んでいた。彼らは北方の獰猛な獣に悩まされていた。レンウェの息子デネソールは、シンゴルの王国が強大であるという噂を聞きつけ、ナンドールの多くを率いて青の山脈を越えて西に向かった。シンゴルは彼らを長い間失っていた親族として歓迎し、彼らはオッシリアンドに住みついた。
メルコールは3期の幽閉の後、釈放されたが、すぐに悪事に手を染め、ウンゴリアントの手を借りて二本の木を枯らし、大宝玉シルマリルを手にベレリアンドに舞い戻った。そしてかつての要塞アングバンドに居を構えた。

## 開戦までの経緯
ノルドール・エルフの中つ国への帰還の少し前、モルゴスはベレリアンドへの攻撃を開始した。オークは長い間繁殖と増殖を続け、モルゴスは彼らに殺戮と破壊の意思を持たせた。アングバンドの城門から大軍が現れ、二つの軍勢に分かれて東西から攻撃を仕掛けた。

## 戦闘
西ベレリアンドではオークの大軍が西で行軍を急いだため、シンゴルはエグラレスト（ファラス）の統率者キーアダンとの切り離されてしまった。キーアダン率いる港のエルフたちは抵抗したが、城壁内に追いやられ包囲された。
東ベレリアンドではシンゴル王が、メネグロスとレギオンの森のシンダール軍を率いて攻勢に転じ、オークの軍勢はエルダールの両側から攻撃を受け、アンドラムの北で戦闘となった。オーク軍はデネソール軍に勝利し、アモン・エレブの丘でデネソールを包囲した。シンゴルの軍勢に救出される前にデネソールは斃れた。オッシリアンドの軽装のエルフは、重武装のオークには敵わなかったからである。シンゴル軍の救援の前にオーク軍は撃退され、北東に落ち延びた者たちも、青の山脈にあるドルメド高山のドワーフの斧の前に斃れた。
こうして西方ではオークの軍勢がファラスまで跋扈するモルゴス側優勢になったが、東方では犠牲を払いながらもエルフ側が勝利を収めた。

## 戦後
戦後、シンゴルは民をネルドレスとレギオンに撤退させ、メリアンはその力を使い、メリアンの魔法帯として知られる影と困惑の見えない壁でこの支配地を包囲した。エグラドールの地は以後ドリアスと呼ばれ、守られた領域となった。モルゴスのオークはファラスとドリアスを除き、ベレリアンドを自由に彷徨くようになった。
この戦いでデネソールが死んだことで、オッシリアンドのエルフたちは二度と王を頂かないことを誓った。それだけ彼らの悲しみが深かったからである。これより彼らはライクウェンディ、即ち緑のエルフとして知られるようになった。
ファラスの港は、ノルドール・エルフが帰還しダゴール・ヌイン・ギリアスによって、オークが撤退するまでの数ヶ月間包囲された。